# 井下好井
井下好井（いのしたよしい）は、かつて吉本興業で活動していた日本のお笑いコンビ。略称「いのよし」。共に大阪府枚方市出身。2007年1月1日結成。2022年12月31日解散。

## メンバー
井下 大活躍（いのした だいかつやく、本名及び旧芸名：井下 昌城〈いのした まさき〉、1985年9月18日 - ）ツッコミ担当
- 血液型B型。立ち位置は向かって右。身長165cm、体重49Kg、靴26.5cm
- 枚方市立第一中学校→上宮高等学校卒業。
- 大阪NSC28期生。高校卒業後1年経ってから大阪NSCに入学、中学の同級生とコンビを組んでいたがすぐに解散した。
- 高校は男子校で、一番モテたのは小学校4年の時。クラスの女の子の半数が自分の事を好きだった（『U・LA・LA@7』2010年9月21日）。
- 8歳下と5歳下の妹がいる。
- 小学校時代から体操をやっていた、高校時代はラグビー部だったが2年生で辞めた。
- 歌が上手く、カラオケ企画のライブで何度か歌っている。初めて買ったCDは中学生の時に浜崎あゆみ。
- 畑中しんじろうがリーダーを務める、よしもとのアイドル軍団『KABUTO』のメンバーでもある（相方の好井はKABUTOメンバーの相方達で結成される『YOROI』のメンバーであるが『KABUTO vs YOROI』の時しか活動の機会は無い）。井下のKABUTOでの愛称は「イノッチ」または「タコ焼きくん」。
- 硲陽平（イシバシハザマ）が率いる「ハザンオールスターズ」の一員。
- 大阪NSCの同期では、祇園、土佐駒（現ロングロング）、稲田直樹（アインシュタイン）と仲がいい。
- 先輩芸人や同期の一木陵平（ハンマミーヤ）や中村亮介（バース）らと、ビルやショッピングセンターの深夜清掃のアルバイトをしている。
- 舞台以外では普段は眼鏡をかけている事が多い。
- 「なんばグランド花月で漫才をするのが目標」と言っていたが2011年9月6日『いっぱいライブ2』でNGKの舞台で漫才を披露した。
- 2021年3月29日に本名から改名。名付け親は横山裕之（天狗）[2]。

好井 まさお（よしい まさお、本名：好井 正雄〈読み同じ〉、1984年4月27日 - ）ボケ担当
- 血液型O型。立ち位置は向かって左。身長171cm、体重57kg、靴26.5cm
- 東京NSC11期生。
- 枚方市立枚方小学校→枚方市立枚方中学校 →大阪府立磯島高等学校卒業、関西外国語大学短期大学部卒業。時々トークライブ等で「男子なのに短大に行った」とイジられている。
- 『myzo』のインタビューで「地元の大阪ではなく東京のNSCに行こうと決めていた為、短大時代にバイトして300万円貯め入学や上京後の生活費に充てた」と語っている。
- 高校生の時はサッカー部に所属し、地元の枚方パークでアルバイトをしていた。
- 5歳上の姉がいる。
- 月に1回のレギュラー生配信番組『よしログ』ではドン小西に対抗して『首領（ドン）まさお』と名乗り、在宅スタッフ（視聴者）が投稿した服の写真を見てファッションのアドバイスをするコーナーを設けている。アドバイス時は「いいベイビーちゃんに出会いましたね！」という決め台詞を言う。「オシャレは自由！by首領まさお」という格言もある。
- 漫才の時に着ているスーツは西野亮廣（キングコング）が2007年のM-1グランプリ決勝の時に来ていたスーツを譲って貰ったものである。
- 『よしもとオシャレ芸人ランキング』では2010年と2011年ともに6位、2012年は7位にランクインしたが、自身の『シチサンライブ』などでは「（自分の服装については）賛否両論分かれる」と発言している。このランクインをきっかけにしずるの『よしもとオンライン月曜2部「なましずる」』で、村上純と共にMCを務めた（2010年11月1日『自分ではそう思ってないけどダサイ芸人グランプリ』）。村上とはプライベートでも仲が良い。その他には又吉直樹（ピース）とも仲が良く服や本の話をしている（2010年11月7日『よしもとオンライン』より）。前述の西野とも仲が良い。他事務所では佐々木優介（磁石）や平子祐希（アルコ&ピース）とも仲が良い。
- 毎年夏には怪談話を語るライブ出演や、心霊スポットのロケの仕事が増える。数日立て続けに心霊スポットで有名な場所で番組ロケを行った後、原因不明の体調不良におそわれ大腸が1.5倍に腫れ上がり、医師からも生肉を大量に食べなければこんなことにはならないと言われ緊急入院し絶食が続く中、外出許可をもらい赤坂の日枝神社での「人志松本のゾッとする話」DVDのヒット祈願に参加した（2014年7月26日スポニチAnnexより）。
- 漫才の時はコンタクトをしているがMCやトークライブの時は眼鏡の時もある。
- 映画『トイ・ストーリー』シリーズが好きで一般公募の声優オーディションに応募した事がある
- 渋谷の焼肉屋で同期の小浜隆次（トンファー）、大波康平（タモンズ）、砂金秀明（オープンスペース）とアルバイトしている。
- 以前はmixiをやっていたが2011年4月に退会した。一方で、前述の村上に勧められ2010年11月30日からTwitterを始めた。
- 2012年、安達健太郎（カナリア）がプロデュースするアイドルグループ『Adachilds』のチームDに加入した。
- 2015年9月28日に双子の女の子が誕生[3]。
- 2017年1月7日 人志松本のすべらない話でMVS獲得。
- カレーが嫌い。

## 来歴
- 好井が東京NSCを卒業後、一身上の都合（母親の病気）で大阪に帰省していた際、当時のbaseよしもとの支配人の紹介によりコンビ結成。好井曰く「運命」。
  - その支配人は好井に「美貌とテクニックと真面目の三拍子そろった、ちょうどいい男がいる」と井下を紹介し、井下には「お前の（家の）近所に住んでる奴だから、ネタ合わせしやすいんちゃうか？」と好井を紹介した（『マンスリーよしもと』2010年9月号より）。
- コンビ組む前に、2人でボウリングと花火に行った。井下曰く「完全に告白をする前にデートを重ねるふたり」だったという。
- 吉本若手芸人で構成されたユニット『東京ワン・ダース』のメンバー。その他は、チョコレートプラネット・タモンズ・ジャングルポケット・渡辺直美・メメ。
- 先輩の囲碁将棋、同期のタモンズとともに各コンビの頭文字をとり『ITI』というユニットを結成、ライブで『6人漫才』や神保町花月での芝居公演などの活動を行っている。また同期のタモンズ、トンファー、オープンスペースと共に『漫才三銃士』というユニットでもライブ活動を行っている。
- コンビ間で同じ趣味や趣向、共通点が多い。
- 井下は後輩と、好井は先輩とよく遊びに行く。
- 2012年9月に実施された「∞総選挙」で井下は48票で30位（同票でミルククラウンのジェントルとエリートヤンキーの橘実）、好井は55票で27位（同票でラフレクランのきょん）でコンビ揃って10月11日の「∞総選挙～ファンが選ぶ32立ち位置～」に出演した。
- 2022年12月17日、同月31日でのコンビ解散を発表した[4][5]。

## 芸風
- 主に漫才。「〜風○○」や「〜が○○だったら」などのようなシチュエーションを設定することが多い。
- 漫才の出囃子は以前はピンクレディーの『サウスポー』を使用していたが、これは本人達ではなく作家の選曲であり『井下好井のシチサンライブ』で話し合った末、以降は好井が大好きな木村カエラの『BANZAI』を使用していた。
- M-1グランプリ2009にて初の準決勝進出。2009年と2010年に敗者復活戦に出場した。
  - 井下はKABUTOのメンバーとしても2010年11月にM-1グランプリに出場している。1回戦敗退。
  - 好井は2011年1月にR-1ぐらんぷりに出場している。2回戦で敗退。後輩芸人のマラソンマンとの話を漫談した。
  - ラストイヤーとなるM-1グランプリ2022では準々決勝敗退に終わった[6]。
- 2011年6月にTHE MANZAI 2011に出場するが1回戦敗退。
- THE MANZAI 2012は2回戦で敗退した。
- 2012年3月にはオンバト+第2回チャンピオン大会に年間ランキング1位としてシードで2回戦で登場するも、敗退。

## 出演

### テレビ番組
- 爆笑トライアウト（NHK総合、2009年8月8日）
  - 会場審査で1位（529TP）だったためオンバト挑戦権獲得。視聴者投票は3位（705票）。
- 爆笑オンエアバトル（NHK総合） 戦績0勝1敗 最高349KB
- オンバト+（NHK総合） 戦績3勝1敗 最高533KB
  - 第2回チャンピオン大会 2回戦敗退(シード参戦でそのまま敗退した為、事実上初戦敗退)
- 気になる通販ランキング ポシュレデパート深夜店（日本テレビ） - 2009年春～秋　レギュラー
- 爆笑ピンクカーペット（フジテレビ、2008年8月30日(第5回)） - キャッチコピーは「正統派漫才のニューカマー」
- 新しい波16（フジテレビ） - 2008年10月27日（第3回）
- U・LA・LA@7（TOKYO MX、2010年9月21日・2011年5月31日） - 『よしもとうららちゃん』に出演。
- 芸人ドキュメンタリー 下がり上がり（フジテレビ）

井下のみの出演
- あらびき団（TBSテレビ、2010年7月7日）
- ヤンヤンJUMP（テレビ東京、2011年6月4日） - 『ストリートハンド5on5』のコーナー

好井のみの出演
- 人志松本の○○な話（フジテレビ、2010年12月24日・2011年2月11日・5月20日・8月12日） - 『ゾッとする話』に出演
- EXILEカジノJP（フジテレビ、2014年12月9日）
- 人志松本のすべらない話（フジテレビ、2017年1月7日） - MVS獲得
- 3×3 SOUL（BSよしもと、2022年5月14日 - 10月15日）- 進行

### テレビドラマ
好井のみの出演
- せいせいするほど、愛してる 第7話（2016年8月30日、TBS） - 里田 役[7]
- 増山超能力師事務所 第2話（2017年1月12日、日本テレビ） - 白石耕太 役[8]
- 小さな巨人（2017年4月-6月、TBS） ‐ 佐川勇人 役
- 男の操（2017年、NHK BSプレミアム）
- ランチ合コン探偵 〜恋とグルメと謎解きと〜（2020年、読売テレビ）
- 竹内涼真の撮休 第4話（2020年11月28日、WOWOWプライム） - 染谷 役[9]
- しょうもない僕らの恋愛論（2023年1月19日 - 3月23日、読売テレビ・日本テレビ） - 柳 役[10]
- 推しを召し上がれ〜広報ガールのまろやかな日々〜（2024年1月11日 - 、テレビ東京） - 林泰然 役[11]

### 映画
好井のみの出演
- 赤い雪 Red Snow（2019年2月1日公開、配給：アークエンタテインメント） - 昌男 役[12]
- 凜-りん-（2019年2月22日公開、配給：KATSU-do）
- ザ・ファブル（2019年6月21日公開、配給：松竹） - 貝沼 役[13]
  - ザ・ファブル 殺さない殺し屋（2021年6月18日公開)
- 夕方のおともだち（2022年2月4日公開、配給：彩プロ）
- コーヒーはホワイトで（2024年2月16日公開、配給：AMGエンタテインメント） - 松井由美彦 役[14][15]
- サンセット・サンライズ（2025年1月17日公開、配給：ワーナー・ブラザース映画） - 平畑耕作 役[16]

### ラジオ
- よしもと下克上（TBSラジオ）-2011年3月『2月の月間チャンピオン』として1ヶ月間出演『アイスクリームナイト』という、井下が日頃から記録している、無名の後輩芸人の些細なエピソードを大袈裟に『楽屋ニュース』として披露した。（3月12日は東日本大震災の影響で放送休止。）2012年8月も「今月の芸人」として出場したが1位にならなかった。
- オールナイトニッポンR お笑い有楽城（ニッポン放送）-2011年10月29日
- マイナビ Laughter Night（TBSラジオ）

好井のみの出演
- N93 好井まさおの「今、何してる?」（TBS Podcast、2023年4月6日 - 2023年9月28日）[17]

### ネット配信番組
- ヨシモト∞
- AGE AGE LIVE

### Webドラマ
- 火花（2016年、Netflix）
  - 好井：山下真人（徳永の相方）役[18]
  - 井下：お笑い芸人 役
- ANIMALS‐アニマルズ‐（2022年6月23日、ABEMA） - 床島 役

### CM
好井のみの出演
- Qoo『お風呂編』（コカ・コーラ、2017年）
- おそうじ本舗（2018年）

### 神保町花月
- チャレンジMONDAY #1『My eyes/Your eyes』（2008年5月26日・6月2日・6月9日）
- 『月のあかり〜浪花編〜』（2008年8月15日〜17日）
- 『Happy「X」day』（2008年12月3日〜12月7日）
- 『友よ 静かに眠れ』（2009年3月12日〜3月16日）
- 『吹き荒れろ俺たちの春イチバン』（2009年10月27日～11月1日）
- 『彼女が死ぬまでの30日間のブログ』（2010年2月6日～7日）
- 『BIRD THE HATと見えないピンク』（2010年4月6日～10日）
- 『野菜とキュウリとごめんなさい』（2010年8月10日～15日）
- 東京NSC11期生チャレンジ公演『memory』（2010年9月28日～10月1日）
- 『BIRD THE HAT vs キュウリ～虹色のピリオド～』（2011年2月16日～21日）
- 『ミッシング･タイム～奇抜探偵･四条司の堂々たる推理～』（2011年3月1日～6日）
- 『哀しみが少し癒えたら～奇抜探偵･四条司の絢爛たる誕生～』（2011年6月7日～12日）
- 『微熱』（2011年7月31日～8月4日）
- 『踊る脳事件～奇抜探偵･四条司の苛烈なる雪辱～』（2011年9月20日～25日）
- 『色彩オーケストラ』（2011年12月13日～18日）
- 『ソング・グッドバイ～助手・田村宗助　別れの挨拶～』（2012年3月13日～18日）
- 『flower』（2012年4月3日～9日）
- 『紫陽花と、うん！いたこっこ。』（2012年6月6日～10日）
- 『ハッピーネガティブ・ボーイフル』（2012年7月24日～29日）
- 『サムシング・ワァオ！』（2012年8月21日～26日）
- 『エンディング・ジョーク』（2012年11月6日～11日）
- 『サカサマ島綺譚　～奇抜探偵・四条司の静謐なる思考～』（2013年3月6日～12日）
- 『男祭り、女シンデレラ』（2013年7月9日～14日）
- 『過剰殺傷夜（オーバーキル・ナイト）～奇抜探偵・四条司の茫漠たる予感～』（2013年9月18～23日）
- 『チルドレン』（主演）（2013年12月5日～9日）
- 『mission:Inpossible』（2014年1月15日～19日）
- 『悪党たちの甘い生活』（2014年6月3日～6月7日）
- 『ロシュ・リミット～奇抜探偵・四条司の婉然たる面影～』（2014年7月11日～17日）

### なんばグランド花月
- 『吉本興業創業100周年記念公演　吉本百年物語　１月公演　爆発！MANZAIが止まらない！』（2013年1月9日～29日）

### DVD
- 『ルミネtheよしもと 業界イチの青田買い2008秋』（2008年10月29日）
- 『よしログ　DVD』（2011年9月26日）
- 『ing！to 2012～iNFINITY nEXT gENERATION～』（2012年4月1日）

### 単独ライブ
- 『井下好井vsタモンズ～エリートヤンキー単独ライブ前説争奪戦』（2008年8月21日）新宿シアターブラッツ
- 『井下好井vsタモンズ ～第2戦 漫開～囲碁将棋単独ライブ前説争奪戦』（2009年2月7日）新宿シアターブラッツ
- 『井下好井vsタモンズ第3戦 対漫～エリートヤンキー単独ライブ前説争奪戦』（2009年9月5日）新宿シアターブラッツ
- 『井下好井vsタモンズ～第4戦　漫頂～天狗単独ライブ前説争奪戦＆夏の単独ライブ権争奪』（2010年3月21日）新宿シアターブラッツ
- 『京阪』（2010年8月21日）新宿シアターブラッツ
- 『井下好井vsタモンズ～五度目の正直』（2011年3月21日）新宿シアターモリエール
- 『京阪で半々～イシバシハザマと井下好井の合同帰省単独ライブ～』（2011年7月22日）京橋花月
- 『京阪～秋～』（2011年10月15日）新宿シアターブラッツ
- 『フッて、ボケて、ツッコんで。たまにカブせてみたりして。』（2012年2月19日）　新宿シアターモリエール
- 『ヴァーサストーキョー』（2012年8月12日）新宿シアターモリエール
- 『多分絶対』（2013年4月14日）新宿シアターモリエール
- 『多分絶対無限大～60分漫才～』（2013年6月9日）渋谷∞ホール
- 『野田クリスタル　プロデュース　好井まさお　単独ライブ』（2013年12月26日）渋谷∞ホール
- 『しぼり出す』（2014年8月9日）大宮ラクーンよしもと劇場

## トークライブ
- 『井下好井　初のトークライブ～7年の軌跡をたどる』（2012年7月24日）渋谷∞ホール
- 『井下好井　トークライブ　話し合う』（2013年5月14日）渋谷∞ホール
- 『井下好井　トークライブ　話し合う』（2013年8月15日）渋谷∞ホール
- 『井下好井　トークライブ　話し合う』（2013年10月8日）渋谷∞ホール
- 『井下好井　トークライブ　話し合う』（2014年2月17日）渋谷∞ホール
- 『井下好井　トークライブ　話し合う』（2014年4月5日）神保町花月
- 『井下好井　トークライブ　話し合う』（2014年5月31日）神保町花月
- 『井下好井　トークライブ　話し合う』（2014年7月12日）神保町花月
- 『井下好井　トークライブ　話し合う』（2014年8月2日）神保町花月